# Felipe Bacarreza
Felipe Bacarreza Rodríguez (ur. 10 czerwca 1948 w Santiago) – chilijski duchowny rzymskokatolicki, od 2006 do 2024 biskup Los Ángeles.

## Życiorys
Święcenia kapłańskie przyjął 17 kwietnia 1977 i został inkardynowany do archidiecezji Santiago de Chile. Po święceniach i studiach licencjackich w Rzymie objął funkcję proboszcza w jednej z parafii w Santiago. W 1983 został pracownikiem Kongregacji ds. Edukacji Katolickiej.
16 lipca 1991 został mianowany biskupem pomocniczym archidiecezji Concepción ze stolicą tytularną Nepeta. Sakry biskupiej udzielił mu 8 września tegoż roku w miejscowej katedrze abp Antonio Moreno Casamitjana. W latach 1996–2000 pełnił także funkcję rektora katolickiego uniwersytetu w Concepción.
7 stycznia 2006 papież Benedykt XVI mianował go biskupem Los Ángeles.
23 marca 2024 papież Franciszek przyjął jego rezygnację z urzędu złożoną ze względu na wiek.